# 李晓东 (1955年)
李晓东（1955年9月—），重庆人，中华人民共和国政治人物。原陕西机械学院工业自动化专业毕业。1992年11月加入中国国民党革命委员会，1995年10月加入中国共产党。曾任陕西省政协副主席，中国国民党革命委员会中央委员会常委、陕西省委主委。

## 生平
李晓东早年一直在西安筑路机械厂工作，前后32年。他从普通工人做起，历任车间技术员、工程师、办公室主任、厂长助理；1996年8月，出任厂长；翌年6月，当选民革陕西省委副主任委员。1999年，改制后，李晓东担任西安筑路机械有限公司董事长、兼总经理；2004年，出任陕西省交通厅副厅长；2007年7月，当选民革陕西省委主任委员；2008年1月，出任陕西省政协副主席。2022年1月，辞去省政协副主席职务。